# Pascal Chimbonda
Pascal Chimbonda (* 21. února 1979, Les Abymes, Guadeloupe) je francouzský fotbalový obránce a fotbalový trenér. Kromě tří zápasů za rodné Gaudeloupe také odehrál jeden zápas v dresu Francie.
Trenérskou kariéru zahájil v říjnu 2023, kdy se stal trenérem Skelmersdale United FC, klubu deváté nejvyšší anglické soutěže.

## Úspěchy
- 1× vítěz Carling Cupu (2007/08)